# Lithostege mongolica
Lithostege mongolica är en fjärilsart som beskrevs av András Vojnits 1978. Lithostege mongolica ingår i släktet Lithostege och familjen mätare. Inga underarter finns listade i Catalogue of Life.